# جامع أردكان
جامع أردكان (بالفارسية: مسجد جامع اردکان) هو مسجد تاريخي يعود إلى عصر الدولة الصفوية، ويقع في أردكان.